# دیوسلطان روملو
علی بیگ روملو (درگذشتهٔ ۹۳۳ ه‍.ق) ملقب به دیو سلطان از امرای قزلباش طایفه روملو در زمان شاه اسماعیل یکم و شاه تهماسب یکم بود. وی در جنگ‌های متعددی علیه قبیله استاجلو امیر لشکر بود. در سال ۱۵۲۶ میلادی هنگام حضور شاه تهماسب در سلطانیه به دستور دیوسلطان روملو در یک شبیخون، کشتار عظیمی از استاجلویان صورت گرفت.